# Eupithecia leucospila
Eupithecia leucospila är en fjärilsart som beskrevs av Swinhoe 1906. Eupithecia leucospila ingår i släktet Eupithecia och familjen mätare. Inga underarter finns listade i Catalogue of Life.